# Hyperit
Hyperit (eller egentligen hyperitdiabas) är en vanligen massiv basisk eruptiv bergart, som strukturmässigt är en mellanform mellan diabas och gabbro. Hyperit har en snarlik sammansättning som dessa bergarter, men med mineralet augit helt eller delvis utbytt mot svartgrön-svartbrun hypersten. Bergarten består därmed av hypersten, järnoxidpigmenterad plagioklas, fältspat, olivin och augit. I mindre mängder kan ingå ilmenit och apatit samt ibland glimmer, ortoklas och kvarts. Den är fin- till grovkornig, men alltid så att mineralkornen har samma storlek i samma stycke. Fältspat syns ofta som smala, glänsande skikt.

## Förekomst
Hyperit uppträder ofta tillsammans med gnejs, som till exempel i en zon från nordvästra Värmland till Västergötland och västra Småland.
Fyndigheter av hyperitdiabas finns bland annat i Sverige i ett område omfattande nordöstra Skåne, västra Blekinge och södra Småland.

## Användning
Hyperit är svart eller mörkbrun till färgen och används som ornament- och monumentalsten, exempelvis som gravsten, och för andra bildhuggningsändamål. Fyndigheter av hyperitdiabas som har en mycket svart färg är särskilt attraktiva att bryta för dessa ändamål. Stenindustriellt brukar sådan bergart gå under namnet svart granit, trots att det inte är en granit.